# Сайкайдо
Сайкайдо (яп. 西海道 Сайкайдо:, букв. «Регион западного моря») — старая японская административная единица. Один из семи древних «путей» по системе Гокиситидо (VII век).

Карта Японии с выделенным регионом Сайкайдо

Регион Нанкайдо включает в себя следующие провинции:
- Цусима (яп. 対馬国)
- Ики (яп. 壱岐国)
- Тикудзэн (яп. 筑前国)
- Тикуго (яп. 筑後国)
- Будзэн (яп. 豊前国)
- Бунго (яп. 豊后国)
- Хидзэн (яп. 肥前国)
- Хиго (яп. 肥後国)
- Хюга (яп. 日向国)
- Сацума (яп. 薩摩国)
- Осуми (яп. 大隅国)

До 824 года также в составе региона существовала отдельная провинция Танэ (яп. 多禰国). Она была включена в состав провинции Осуми.